# Ruine

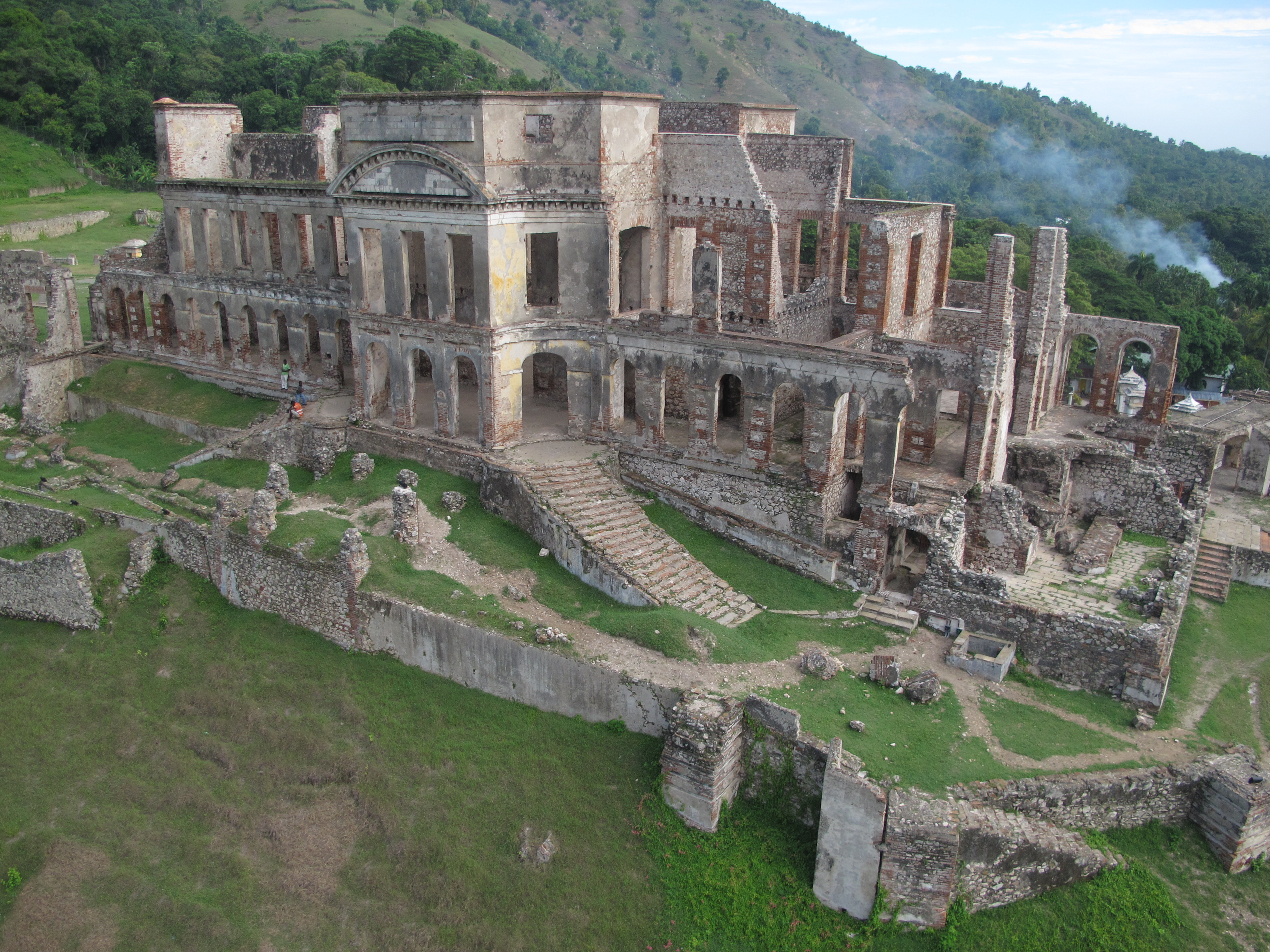
Palais construit par le roi Henri Christophe, à Milot (Haïti).

Une ruine (de la racine latine ruo « ruer, pousser violemment, s’écrouler » impliquant l'érosion du temps, alors que les archéologues utilisent le terme vestige, du latin vestīgium, « trace ») est le reste d'un édifice dégradé par le temps ou une destruction plus rapide. Elle apparaît souvent dans la peinture occidentale avec pour effet de donner un caractère pittoresque au décor. Elle symbolise également le déclin ou la décadence.
Par suite, par analogie, la ruine désigne aussi la perte, la disparition des biens, de la fortune.

## Éléments historiques
« Les traditions égyptiennes et mésopotamiennes sont, sans doute, les toutes premières à tenter de maîtriser les ruines et à associer, dès le IIIe millénaire avant J.-C., le respect du passé à des formes poétiques et à des monuments spécifiques. Les scribes au service des rois dominent l'art des inscriptions autant que celui de la poésie, et ils concourent avec les architectes à édifier et restaurer les monuments ».
La doctrine de culture universelle des ruines sous le siècle des Lumières, voulant qu'elles soient toutes importantes, est portée au pinacle par les romantiques, avec en tête Chateaubriand, qui unifient cette notion et vouent un culte aux vestiges du passé. Des peintres romantiques comme Friedrich en Allemagne, Constable ou Turner en Grande-Bretagne, anéantissent la hiérarchie classique des genres en substituant, au sommet de celle-ci, la peinture de paysage (avec notamment les ruines qui ne sont qu'une composante de la nature et une incarnation de la fatalité divine) à la peinture d'histoire.
Pour le philosophe Georg Simmel, le plus grand théoricien des ruines de la modernité, les ruines sont un retour de la culture à la nature. Il écrit en 1912 dans ses Réflexions suggérées par l'aspect des ruines, « le charme de la ruine consiste dans le fait qu'elle présente une œuvre humaine tout en produisant l'impression d'être une œuvre de la nature ». Pour le poète surréaliste Benjamin Péret, les ruines sont moins le résultat d'un processus que d'une opposition entre mémoire et oubli.
Au XXIe siècle, les ruines sont comme par le passé l'objet d'enjeux et de propagande (destructions volontaires et pillages lors des guerres civiles libyennes et surtout syrienne où Daech procède à un « nettoyage culturel » contre les vestiges pré-islamiques).

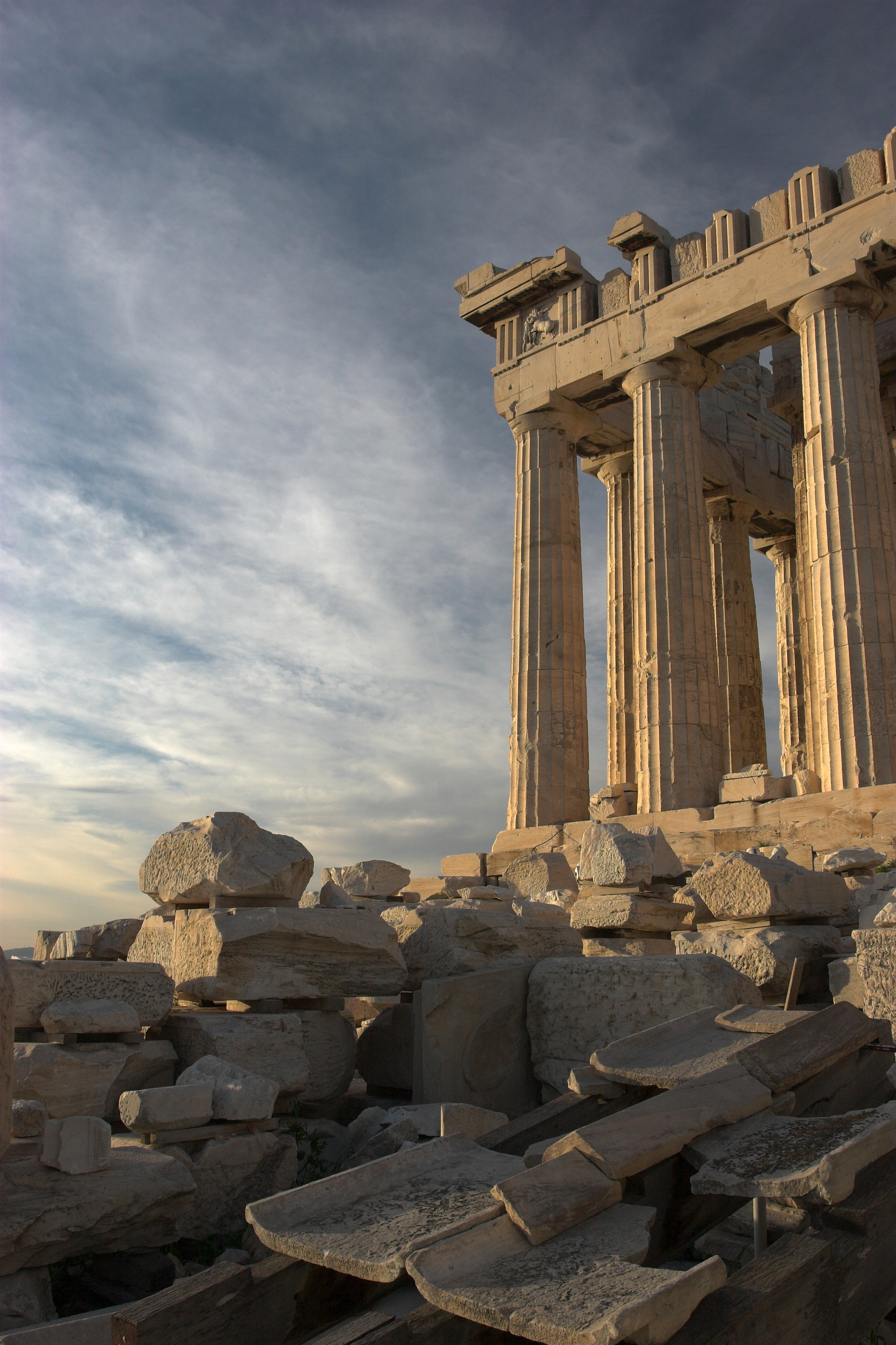
Les ruines du Parthénon, à Athènes.
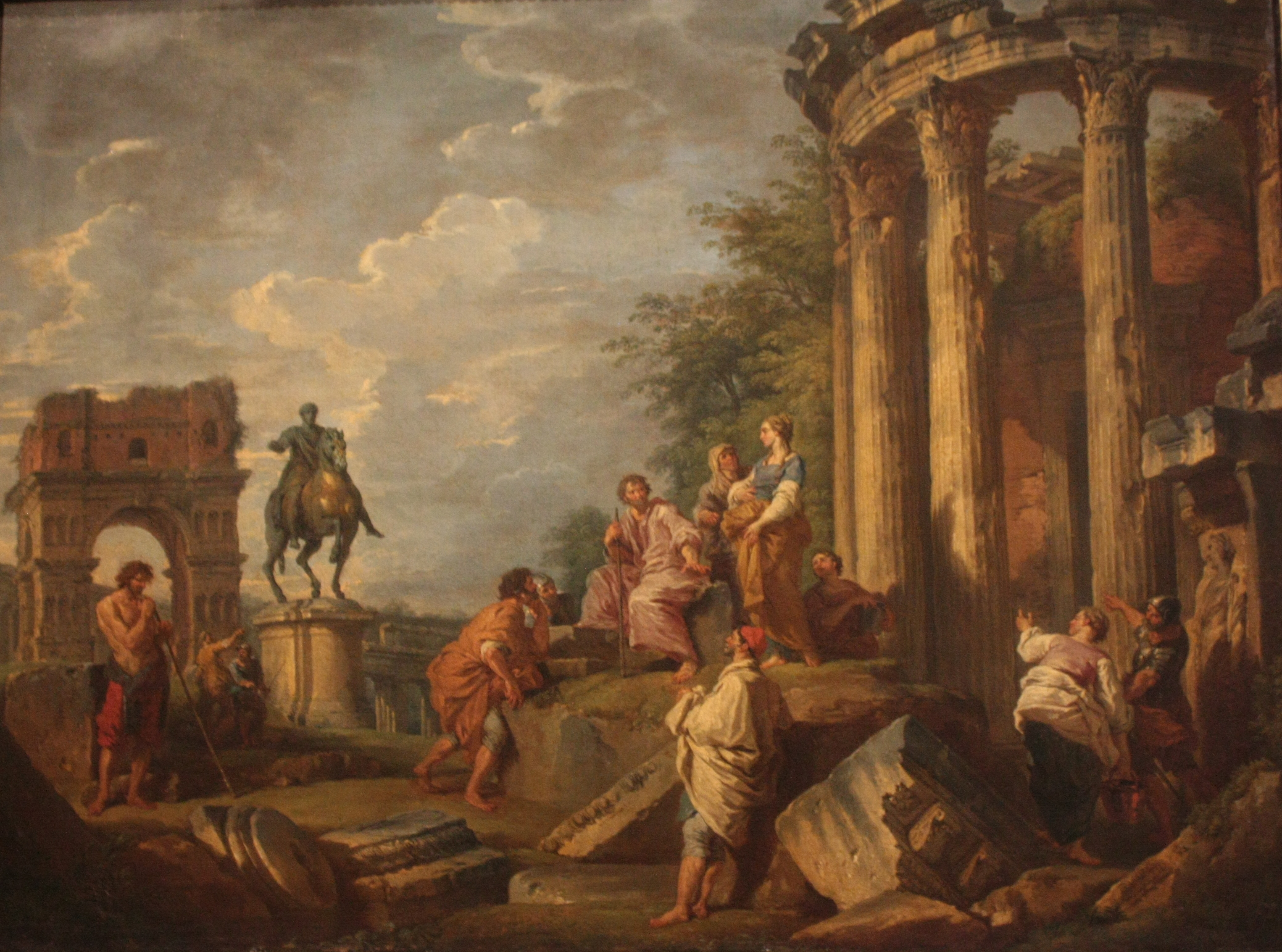
Giovanni Paolo Pannini, Ruines d'architecture avec l'arc de Janus, le temple de Vesta et la statue équestre de Marc-Aurèle (1743), château de Pau.
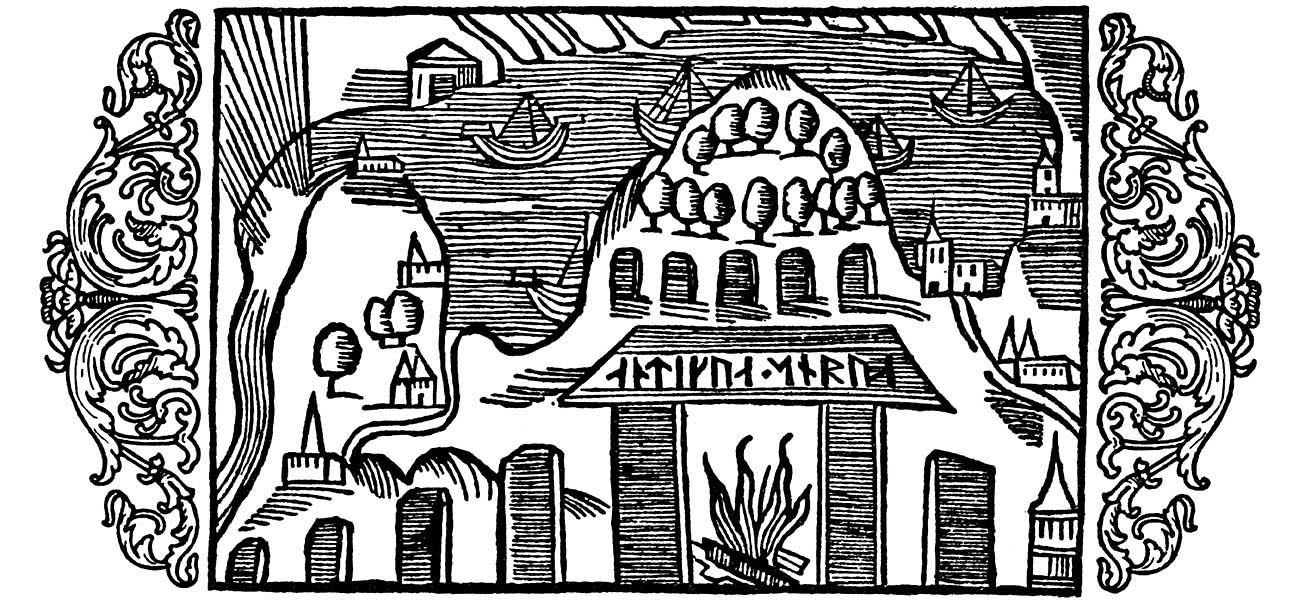
Antiquitates servandae (« ruines à préserver »), gravure d'Historia de Gentibus Septentrionalibus d'Olaus Magnus (1567).
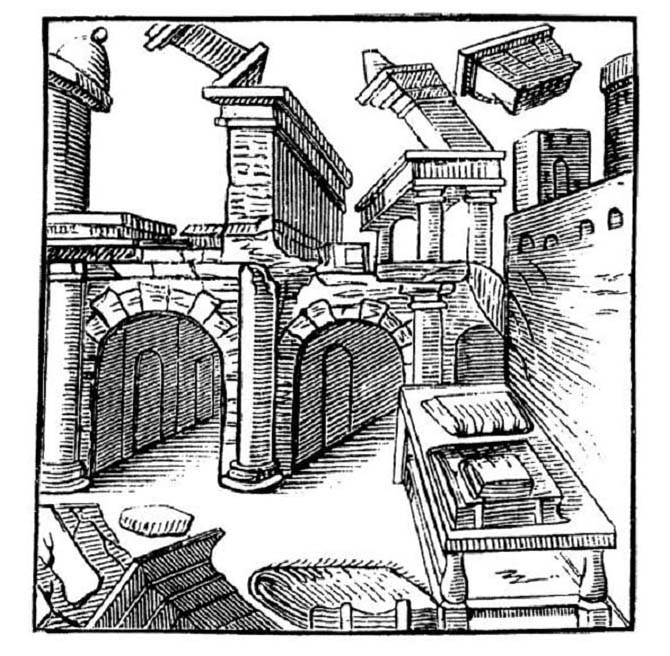
Scripta manent (« les écrits restent », comme le montrent les livres devant ces ruines romaines), un emblème de Geoffrey Whitney (en) (1586).

## La gestion des bâtiments en ruine en matière d'urbanisme

### En France
L’article L.111-3, issu de la loi n° 2000-1208 du 13 décembre 2000 relative à la solidarité et au développement urbains (Loi SRU), autorise la possibilité de reconstruire à l’identique les bâtiments détruits par un sinistre sous réserve qu’ils aient été régulièrement édifiés.
En outre, dans le but de préserver le bâti traditionnel des zones montagnardes, cet article avait fourni une définition de la notion de «ruine» au sens du droit. Il en fixait toutefois les limites d’application : faciliter la reconstruction à la condition d’assurer une restauration qualitative du patrimoine «permettant de conserver la qualité architecturale des bâtiments reconstruits».
Enfin, dans les zones agricoles, le règlement peut désigner les bâtiments agricoles qui, en raison de leur qualité architecturale ou patrimoniale, peuvent faire l'objet d'un changement de destination, dès lors que ce changement de destination ne compromet pas l'exploitation agricole (article L.123-3-1 du Code de l’urbanisme).

## Le cas spécifique des ruines de châteaux forts et les problèmes que posent l'entretien, la restauration et la finalité des ruines

### Faut-il restaurer les ruines?
L'un des pionniers en France de la notion de conservation des ruines est l'architecte Charles Garnier, qui proposait de laisser tel quel le palais des Tuileries détruit sous la Commune de Paris de 1871.
Si des efforts importants et constants sont consacrés aux monuments historiques en général, il est une catégorie de monuments historiques qui se trouvent dans un état alarmant : les ruines de châteaux forts. Des études permettent d’évaluer jusqu’à quel point un monument de ce type peut être restauré.
La plupart des châteaux qui ont survécu se trouvent en zone montagneuse. Leur accès s’avère souvent difficile, condition qui surenchérit évidemment le coût des travaux, mais rend aussi illusoire une mise en valeur de certains d’entre eux. Selon l’époque de sa construction, chaque château présente des particularités d’architecture militaire qu’il faudrait mettre en valeur.
On pourrait dégager des critères relativement simples pour distinguer deux types de ruines :
- celles où les restes sont substantiels et où les travaux porteraient sur la sauvegarde et le maintien en l’état des lieux,
- celles qui présentent encore un ensemble cohérent et qui méritent plus que des travaux d’urgence, ces sites doivent dès lors devenir des pôles d’attraction touristique et de développement local.

Pour cela, une mobilisation de l’ensemble des acteurs est nécessaire pour trouver une réponse au problème qui se pose à toute la région : comment sauver rapidement, et de façon scientifique, le maximum d’édifices ?
Les Entretiens du Patrimoine qui se sont déroulés à Caen du 8 au 10 novembre 1990 sur le thème « Faut-il restaurer les ruines ? » ont eu le mérite de poser les vrais problèmes :
Les travaux de restauration passent d’abord par le traitement des infiltrations d’eau dans le respect archéologique des murs. La survie d’une ruine, et particulièrement sa protection contre le vandalisme, passe par l’installation d’accueil, de gardiennage, d’animations, de tout ce qu’il faut pour satisfaire la légitime curiosité et l’exigence de qualité des visiteurs.
Mais tout ne peut pas être rendu accessible à tous, comme le rappelait le rapporteur Michel Jantzen :

« Le premier problème de tous ces châteaux est celui de leur accessibilité, surtout à notre époque qui vit avec l’obsession que chacun puisse se rendre partout. Nous sommes tous conduits à restreindre notre mobilité avec le temps, et je pense qu’il est honnête d’admettre que tout n’est pas accessible à tous et que le rêve supplée souvent l’escalade. Si un château est difficile d’accès, il faut qu’il le reste et qu’on évite de l’ouvrir à quelque circulation que ce soit. Aujourd’hui les véhicules à quatre roues motrices envahissent tout, on imagine les risques que peuvent courir des ruines de cette nature (…)
Quant aux projets de réutilisation des ruines, ils impliquent l’élaboration de programmes bien organisés quand il y a volonté des demandeurs. Le président de la compagnie des Architectes en chef des monuments historiques a insisté sur la prudence avec laquelle des décisions doivent être prises. Il intègre la notion de paysage dans le traitement des ruines, nécessitant une grande vigilance au titre des abords, et souligne l’importance des études préalables en concertation avec tous les partenaires.
Par ailleurs, certains intervenants ont regretté que le public ne soit pas suffisamment informé des projets de restauration, l’aspect « communication » étant encore nettement insuffisant. Pour répondre à cette attente, il suffirait, dans un premier temps, de publier les études préliminaires et préalables et de généraliser l’édition de brochures présentant l’histoire et les travaux de restauration envisagés ou réalisés. L’exploitation audiovisuelle est malheureusement réservée à des opérations majeures, malgré de timides efforts des chaînes de télévision publiques et privées. »

## Esthétique des ruines
L'émotion suscitée par la beauté des ruines se développe d'abord dans le monde oriental, puis dans le monde occidental. Chateaubriand et Lord Byron écrivent à ce sujet. Dans Ruines, invention d'un objet critique, de Diane Scott, se pose la question du rapport au temps dont les ruines sont le signe.

### Expositions
- Musée des beaux-arts de Lyon :  Formes de la ruine, jusqu'au 3 mars 2024.